# انگشت چکشی
انگشت چکشی (به انگلیسی: Mallet Finger) یک نوع آسیب عضلانی است که در اثر پارگی تاندون بند آخر (تاندون بازکننده انگشت) ایجاد می‌شود. از نشانه‌های این آسیب افتادن بند آخر انگشت مربوطه و عدم توانایی فرد آسیب‌دیده در صاف نگه داشتن آن می‌باشد. 
در صورت درمان نکردن فرد مبتلا مجبور به جراحی می شود

## علت ایجاد انگشت چکشی
هرنوع برخورد انگشتان دست و پا با اجسام سخت می‌تواند موجب وقوع این آسیب‌دیدگی باشد. اما شایع‌ترین عامل ایجاد آن در هنگام ورزش کردن برای دروازه‌بانان و بازیکنان والیبال یا بیس‌بال می‌باشد. برخورد توپ با بند آخر انگشت و خم شدن بیش از حد آن به سمت داخل به احتمال پارگی تاندون می‌انجامد. پوشیدن کفش‌های کوچکتر از اندازه برای پاها نیز می‌تواند عامل ایجاد این بیماری باشد.

## علائم انگشت چکشی
تورم (خون‌مردگی) در پشت بند آخر انگشت و درد در آن ناحیه از علائم این آسیب‌دیدگی است. متأسفانه اغلب بیماران به تصور خم شدن انگشت به دلیل کوفتگی و تورم نسبت به درمان این آسیب‌دیدگی دیر اقدام کرده و در نتیجه درمان با کیفیت مطلوب هیچ‌گاه صورت نمی‌گیرد.

## درمان انگشت چکشی
راه درمان این آسیب‌دیدگی صاف و ثابت نگه داشتن بند آخر انگشت به مدت ۴ تا ۶ هفته می‌باشد. درگذشته با آتل گرفتن بند آخر انگشت را ثابت کرده اما در روش‌های ارتوپدی جدید با پین‌گذاری (سوراخ کردن نوک انگشت و وارد کردن سوزن فیکسچر) موفقیت در دستیابی به درمان محتمل‌تر است.
برای پیشگیری از این آسیب نیز استفاده از دستکش‌های استاندارد یا بسته نگه داشتن بند انگشتان با نوارهای چسب مخصوص توصیه می‌شود.

## نگارخانه

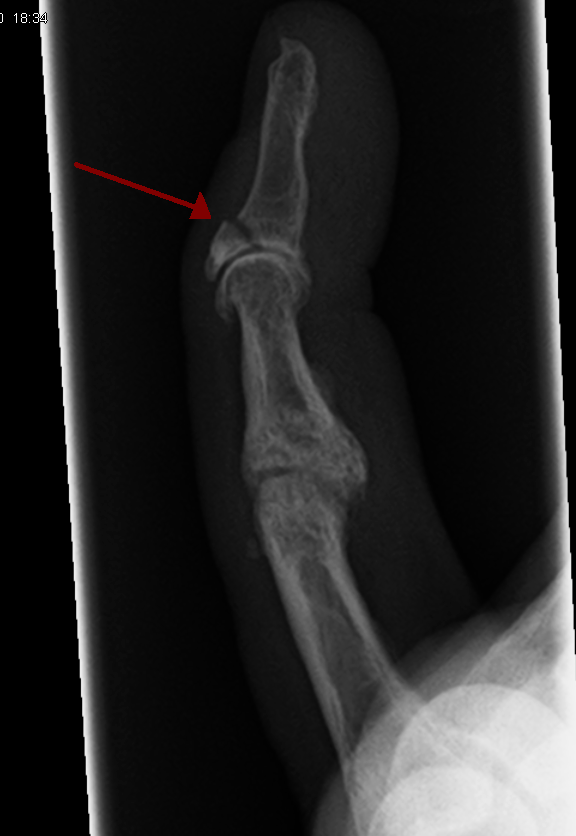
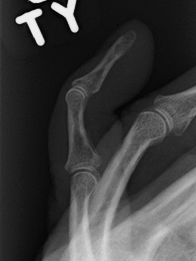
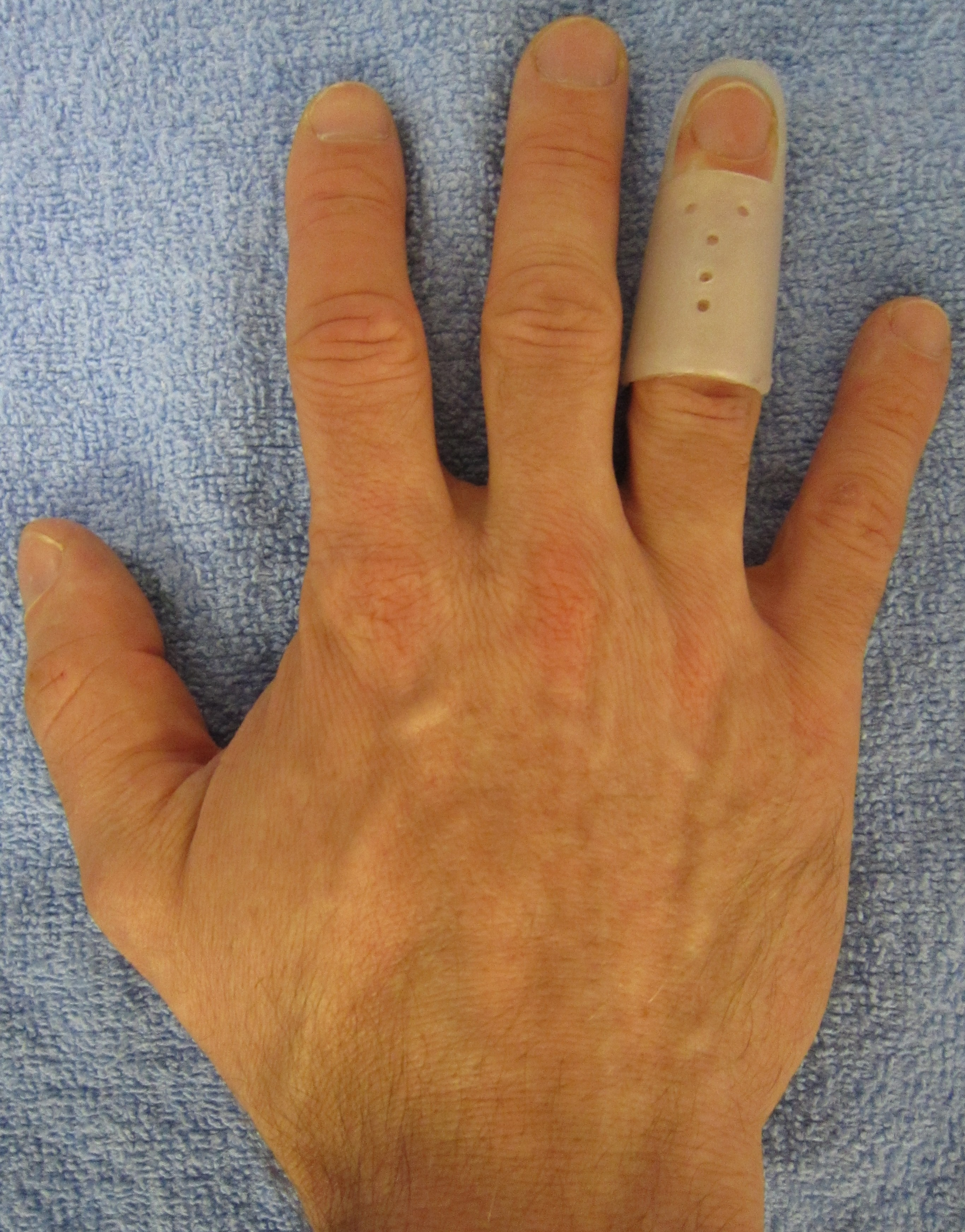
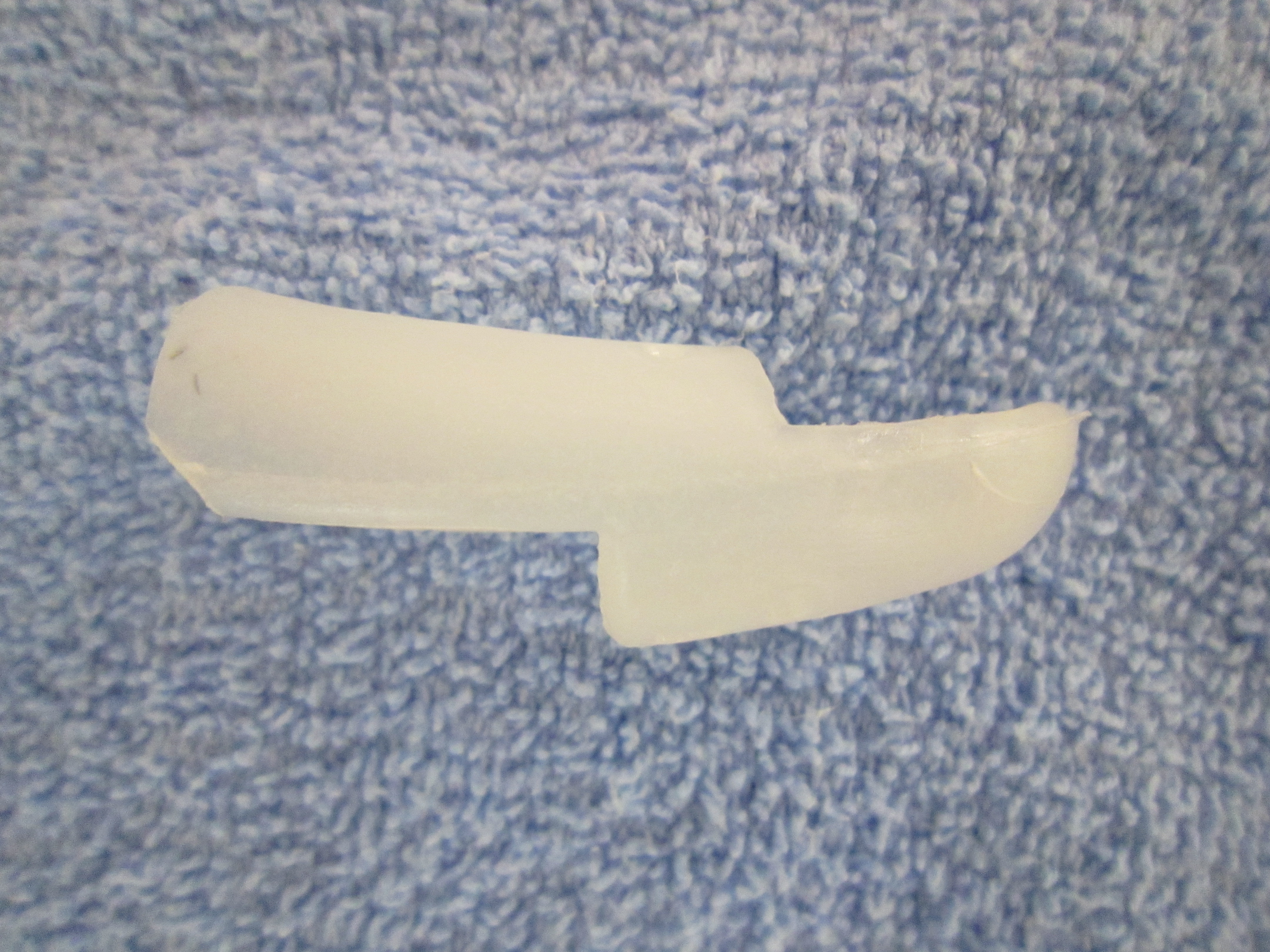